# Levantamento de peso nos Jogos Pan-Americanos de 2015 - Até 53 kg feminino
A categoria até 53 kg feminino do levantamento de peso nos Jogos Pan-Americanos de 2015 foi disputada em 12 de julho  no Centro Esportivo Oshawa, em Oshawa. 

## Calendário
Horário local (UTC-4).
| Data        | Horário | Fase  |
| ----------- | ------- | ----- |
| 12 de julho | 14:00   | Final |

## Medalhistas
| Ouro   | COL Rusmeris Villar    |
| Prata  | VEN Génesis Rodríguez  |
| Bronze | DOM Yafreisy Silvestre |

## Recordes
Recordes mundial e pan-americano antes da disputa dos Jogos Pan-Americanos de 2015.
| Recorde mundial       | Arranque  | CHN Li Ping            | 103 kg | Cantão, China          | 14 de novembro de 2010 |
| Recorde mundial       | Arremesso | KAZ Zulfia Tchinchanlo | 134 kg | Almaty, Cazaquistão    | 10 de novembro de 2014 |
| Recorde mundial       | Total     | TPE Hsu Shu-ching      | 233 kg | Incheon, Coreia do Sul | 21 de setembro de 2014 |
| Recorde Pan-Americano | Arranque  | DOM Yuderqui Contreras | 96 kg  | Guadalajara, México    | 24 de outubro de 2011  |
| Recorde Pan-Americano | Arremesso | DOM Yuderqui Contreras | 112 kg | Rio de Janeiro, Brasil | 15 de julho de 2007    |
| Recorde Pan-Americano | Total     | DOM Yuderqui Contreras | 207 kg | Rio de Janeiro, Brasil | 15 de julho de 2007    |

## Resultado
| Pos.              | Halterofilista     | Nacionalidade            | Grupo | Peso Atleta (kg) | Arranque (kg) | Arremesso (kg) | Total (Kg) |
| ----------------- | ------------------ | ------------------------ | ----- | ---------------- | ------------- | -------------- | ---------- |
| Medalha de ouro   | Rusmeris Villar    | COL Colômbia             | A     | 52.56            | 86            | 115            | 201        |
| Medalha de prata  | Génesis Rodríguez  | VEN Venezuela            | A     | 52.97            | 92            | 109            | 201        |
| Medalha de bronze | Yafreisy Silvestre | DOM República Dominicana | A     | 52.73            | 80            | 103            | 183        |
| 4                 | Rosane Santos      | BRA Brasil               | A     | 52.67            | 82            | 100            | 182        |
| 5                 | Jessica Ruel       | CAN Canadá               | A     | 52.94            | 81            | 96             | 177        |
| 6                 | Leticia Laurindo   | BRA Brasil               | A     | 52.18            | 75            | 96             | 171        |
| 7                 | Melanie Roach      | USA Estados Unidos       | A     | 52.54            | 72            | 96             | 168        |
| 8                 | Yuderqui Contreras | DOM República Dominicana | A     | 52.92            |               |                | DNF        |

Legenda
| Recorde mundial                  | Recorde mundial (World record)               |                       | Recorde africano                      | Recorde africano (African) |                                           | Q | Classificado por posição (Qualified) |
| Recorde dos Jogos Pan-Americanos | Recorde pan-americano (Pan-American record)  | Recorde da América    | Recorde da América (Americas)         | q                          | Classificado por melhor tempo (Qualified) |   |                                      |
| Melhor marca do ano              | Melhor marca do ano (World leading)          | Recorde asiático      | Recorde asiático (Asian)              | DNS                        | Não largou (Did not start)                |   |                                      |
| Recorde nacional                 | Recorde nacional (National record)           | Recorde europeu       | Recorde europeu (European)            | DNF                        | Não terminou (Did not finish)             |   |                                      |
| Recorde pessoal                  | Recorde pessoal do atleta (Personal best)    | Recorde da Oceania    | Recorde da Oceania (Oceania)          | DSQ / DQ                   | Desclassificado (Disqualified)            |   |                                      |
| Recorde da temporada             | Recorde da temporada do atleta (Season best) | Recorde sul-americano | Recorde sul-americano (South America) | NM                         | Sem marca (No mark)                       |   |                                      |